# Ligue de justice algorithmique
L'Algorithmic Justice League (AJL) est une organisation à but non lucratif de défense numérique basée à Cambridge, dans le Massachusetts.
Fondée en 2016 par l'informaticienne Joy Buolamwini, l'AJL utilise la recherche, les œuvres d'art et la défense des politiques pour sensibiliser à l'utilisation de l'intelligence artificielle (IA) dans la société, ainsi qu'aux méfaits et biais que l'IA peut causer à la société.
L'AJL s'est engagée dans divers séminaires en ligne ouverts et dans des initiatives de plaidoyers technologiques pour communiquer des informations sur les biais dans les systèmes d'IA et promouvoir l'action de l'industrie et du gouvernement afin d'atténuer la création et le déploiement de systèmes d'IA biaisés. Enfin, elle a fait plusieurs apparitions dans les médias.
En 2021, Fast Company a désigné l'AJL comme l'une des 10 entreprises d'IA les plus innovantes au monde,.

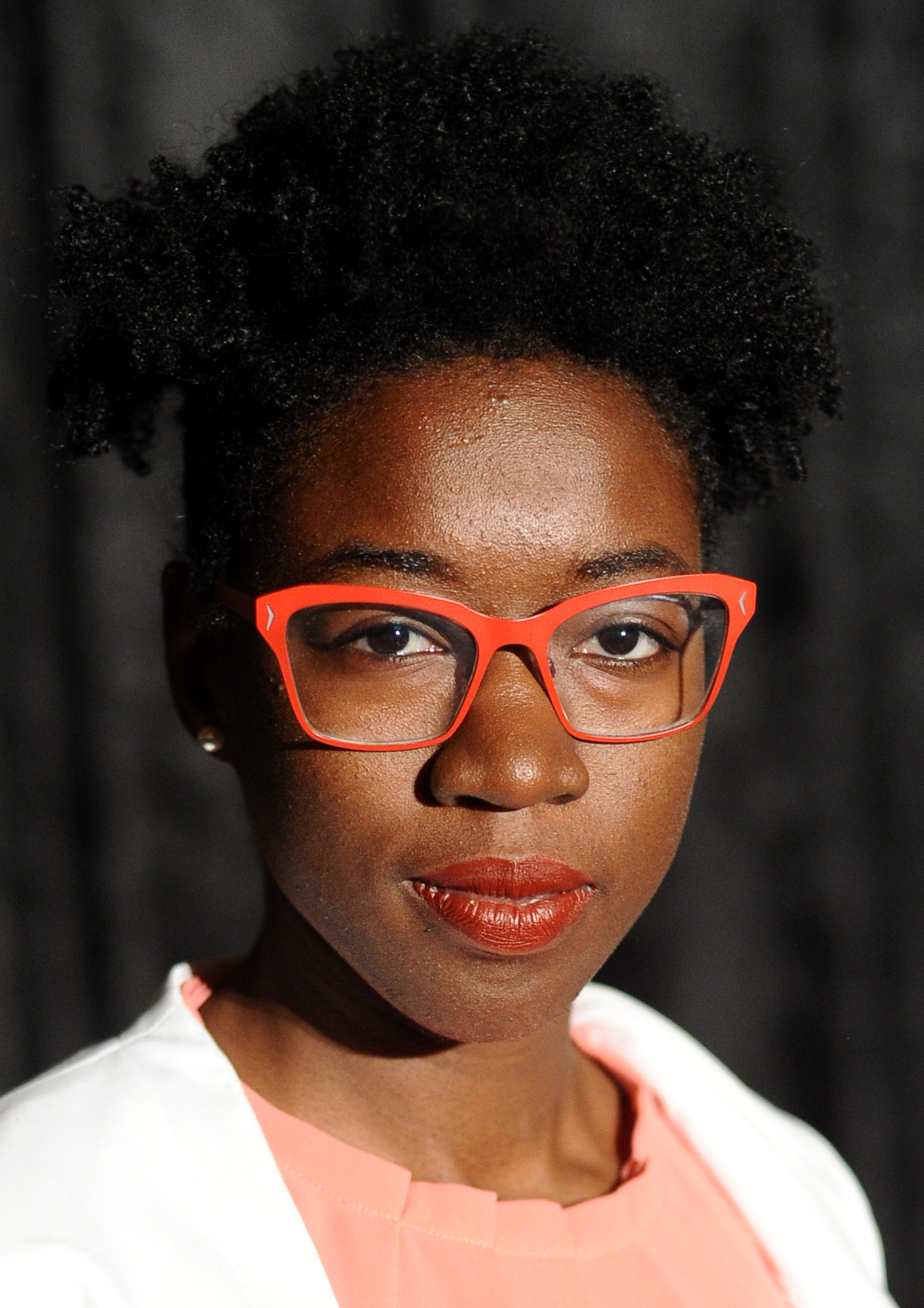
Joy Buolamwini, la fondatrice de la ALJ, en 2018

## Histoire
Joy Buolamwini a fondé la Ligue de justice algorithmique en 2016 en tant qu'étudiante diplômé du MIT Media Lab. Tout en expérimentant un logiciel de détection faciale dans ses recherches, elle a découvert que le logiciel ne pouvait pas détecter son visage « fortement mélanisé » jusqu'à ce qu'elle porte un masque blanc. Après cet incident, Buolamwini a eu l'idée de fonder l'AJL pour attirer l'attention du public sur l'existence de préjugés dans l'intelligence artificielle et sur la menace qu'ils peuvent représenter pour les droits civiques. Les premières campagnes de l'AJL se concentraient principalement sur les biais dans les logiciels de reconnaissance faciale ; les campagnes récentes ont traité plus largement des questions d'équité et de responsabilité dans l'IA, y compris le biais algorithmique, la prise de décision algorithmique, la gouvernance algorithmique et audit algorithmique.
Par ailleurs, il existe une communauté d'autres organisations qui poursuivent des objectifs similaires, notamment la Data and Society, la Data for Black Lives, le Distributed Artificial Intelligence Research Institute (DAIR) et Fight for the Future,,.

## Travaux notables

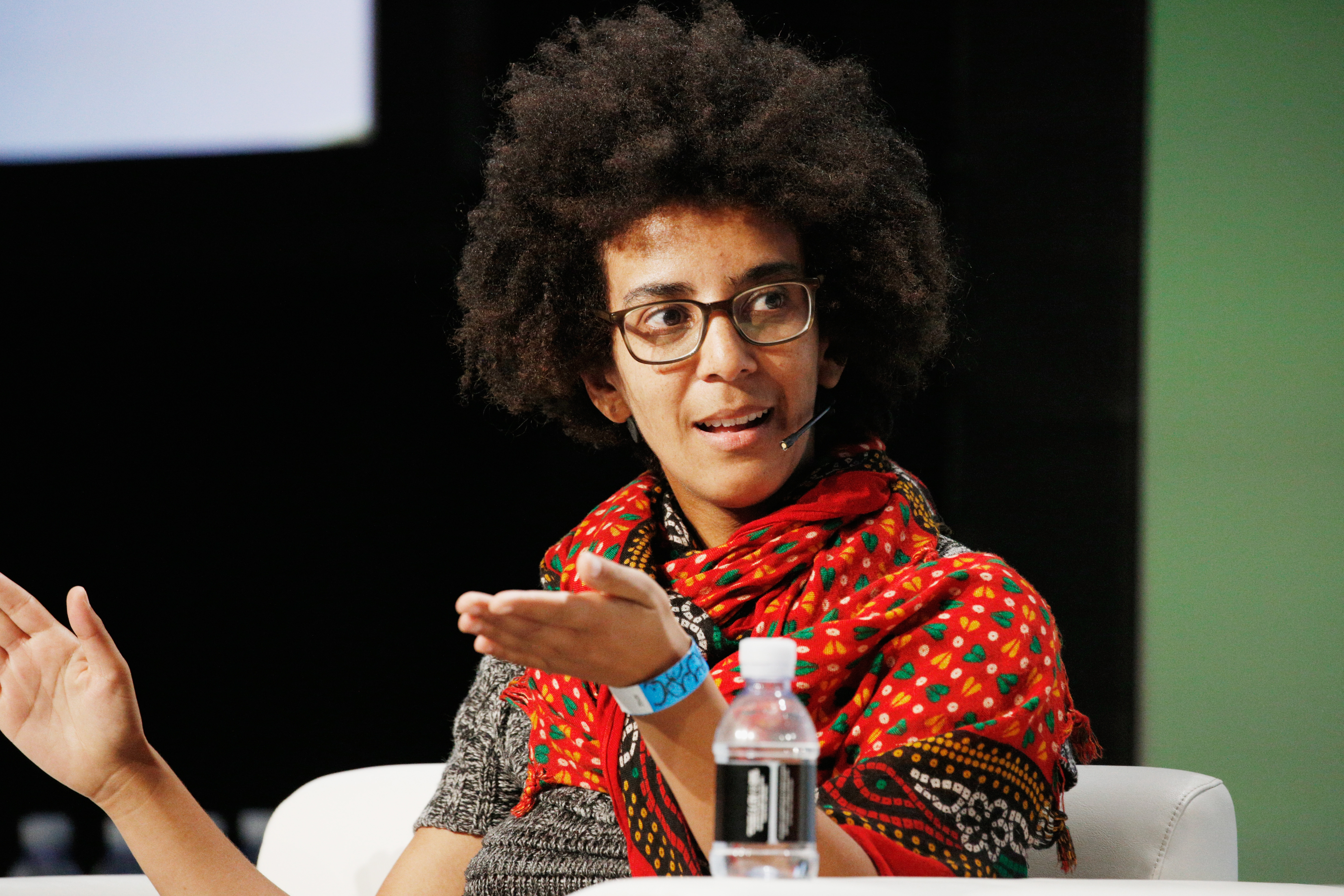
Timnit Gebru en 2018

### La reconnaissance faciale
La fondatrice d'AJL, Joy Buolamwini, a collaboré avec la spécialiste de l'éthique de l'IA Timnit Gebru. Elles ont publié en 2018 une étude sur les préjugés raciaux et sexistes existants dans les algorithmes de reconnaissance faciale utilisés par les systèmes commerciaux de Microsoft, IBM et Face++. Leur enquête, intitulée «Gender Shades» , a démontré que les modèles d'apprentissage automatique publiés par IBM et Microsoft étaient moins précis quant à l'analyse des visages féminins et à la peau foncée, en comparaison avec leurs performances sur les visages masculins et à la peau claire,,. Le rapport « Gender Shades » s'est accompagné du lancement de Safe Face Pledge, une initiative conçue avec le Georgetown Center on Privacy & Technology, qui a exhorté les organisations technologiques et les gouvernements à interdire l'utilisation létale des technologies de reconnaissance faciale. Le projet Gender Shades et les actions de plaidoyer entreprises par la suite par l'AJL et d'autres groupes similaires ont conduit de nombreuses entreprises technologiques, dont Amazon et IBM, à prendre en compte les préjugés dans le développement de leurs algorithmes et même à interdire temporairement l'utilisation de leurs produits par les forces de l'ordre en 2020,.
Buolamwini et AJL ont été présentés dans le documentaire Netflix 2020 Coded Bias, qui a été présenté pour la première fois au Festival du film de Sundance,. Ce documentaire s'est concentré sur les efforts de recherche et de plaidoyer de l'AJL pour faire connaître les biais algorithmiques dans les systèmes de reconnaissance faciale,.
Une collaboration de recherche impliquant l'AJL a publié un livre blanc en mai 2020 appelant à la création d'un nouveau bureau du gouvernement fédéral des États-Unis pour réglementer le développement et le déploiement des technologies de reconnaissance faciale. Le livre blanc proposait que la création d'un nouveau bureau du gouvernement fédéral dans ce domaine contribuerait à réduire les risques de surveillance de masse et de biais posés par les technologies de reconnaissance faciale envers les populations vulnérables.

### Biais dans la reconnaissance vocale
L'AJL a mené des initiatives pour sensibiliser le public aux biais algorithmiques et aux inégalités dans les performances des systèmes d'IA pour la modélisation de la parole et du langage dans les populations de sexe et de race. Le travail de l'AJL dans cet espace se concentre sur la mise en évidence des disparités entre les sexes et les races dans les performances des systèmes commerciaux de reconnaissance vocale et de traitement du langage naturel, dont il a été démontré qu'ils étaient moins performants sur les minorités raciales et renforçaient les stéréotypes de genre,,.
En mars 2020, AJL a publié une pièce artistique de création parlée, intitulée Voicing Erasure, qui a sensibilisé le public aux préjugés raciaux dans les systèmes de reconnaissance automatique de la parole (ASR),. La pièce a été interprétée par de nombreuses chercheuses et chercheuses non binaires dans le domaine, dont Ruha Benjamin, Sasha Costanza-Chock, Safiya Noble et Kimberlé Crenshaw,. AJL a basé son développement de « Erasure » un article PNAS de 2020, intitulé «Disparités raciales dans la reconnaissance vocale automatisée» qui a identifié les disparités raciales dans les performances de cinq systèmes ASR commerciaux.

### Gouvernance algorithmique
En 2019, Buolamwini a représenté l'AJL lors d'une audience du Congrès du Comité de la Chambre des États-Unis sur la science, l'espace et la technologie, afin de discuter des applications des technologies de reconnaissance faciale dans le commerce et au sein du gouvernement,. Buolamwini a servi de témoin à l'audience et a parlé de la sous-performance des technologies de reconnaissance faciale pour identifier les personnes à la peau plus foncée et aux traits féminins et a soutenu sa position avec les recherches du projet AJL « Gender Shades »,.
En janvier 2022, l'AJL a collaboré avec Fight for the Future et l' Electronic Privacy Information Center pour publier une pétition en ligne appelée DumpID.me, appelant l'IRS à cesser d'utiliser ID.me, une technologie de reconnaissance faciale qu'ils utilisaient sur les utilisateurs. lorsqu'ils se connectent. L'AJL et d'autres organisations ont envoyé des lettres aux législateurs et leur ont demandé d'encourager l'IRS à arrêter le programme. En février 2022, l'IRS a accepté d'arrêter le programme et de cesser d'utiliser la technologie de reconnaissance faciale. L'AJL a maintenant réorienté ses efforts pour convaincre d'autres agences gouvernementales de cesser d'utiliser la technologie de reconnaissance faciale. Depuis mars 2022, la pétition DumpID.me a pivoté pour arrêter l'utilisation d'ID.me dans toutes les agences gouvernementales.

### Campagne Olay Décodez les préjugés
En septembre 2021, Olay a collaboré avec AJL et O'Neil Risk Consulting & Algorithmic Auditing (ORCAA) pour mener la campagne Decode the Bias, qui comprenait un audit visant à déterminer si le Olay Skin Advisor (OSA). Le système comprenait des préjugés contre les femmes de couleur. L'AJL a choisi de collaborer avec Olay en raison de son engagement à obtenir le consentement des clients pour que leurs selfies mais aussi leurs données de peau soient utilisés dans cet audit. L'audit de l'AJL et de l'ORCAA a révélé que le système OSA contenait des biais dans ses performances en fonction de la couleur de peau et de l'âge des participants. Le système OSA a démontré une plus grande précision pour les participants ayant des tons de peau plus clairs, selon les échelles de classification du type de peau Fitzpatrick et de l'angle de typologie individuelle de la peau. Le système OSA a également démontré une plus grande précision pour les participants âgés de 30 à 39 ans. Olay a depuis, pris des mesures pour auditer en interne et atténuer les biais du système OSA. De plus, il a également financé 1 000 filles pour participer au camp Black Girls Code, afin d'encourager les filles afro-américaines à poursuivre des carrières STEM.

### Projet CRASH
En juillet 2020, le projet Community Reporting of Algorithmic System Harms (CRASH) a été lancé par AJL. Ce projet a débuté en 2019 lorsque Buolamwini et la chercheuse en sécurité numérique Camille François (en) se sont rencontrés au Bellagio Center Residency Program, hébergé par la Fondation Rockefeller. Depuis lors, le projet est également co-dirigé par la professeure du MIT et directrice de recherche de l'AJL, Sasha Costanza-Chock (en). Le projet CRASH s'est concentré sur la création d'un cadre pour le développement de programmes de primes de bugs (BBP) qui inciteraient les individus à découvrir et à signaler les cas de biais algorithmique dans les technologies d'IA,. Après avoir mené des entretiens avec des participants au BBP et une étude de cas du programme BBP de Twitter. De plus, les chercheurs de l'AJL ont développé et proposé un cadre conceptuel pour la conception de programmes BBP qui compensent et encouragent les individus à localiser et à divulguer l'existence de biais dans les systèmes d'IA. AJL souhaite que le cadre CRASH donne aux individus la possibilité de signaler les dommages algorithmiques et de stimuler le changement dans les technologies d'IA déployées par les entreprises, en particulier les individus qui ont traditionnellement été exclus de la conception de ces technologies d'IA,.

## Soutien et apparitions dans les médias
Les initiatives d'AJL ont été financées par la Fondation Ford, la Fondation MacArthur, la Fondation Alfred P. Sloan, la Fondation Rockefeller, la Fondation Mozilla et par des donateurs privés individuels,. Fast Company a reconnu l'AJL comme l'une des 10 entreprises d'IA les plus innovantes en 2021. De plus, des sites tels que le magazine Time, le New York Times, NPR et CNN ont présenté le travail de Buolamwini avec l'AJL dans plusieurs interviews et articles,,.